# Antanas Račas

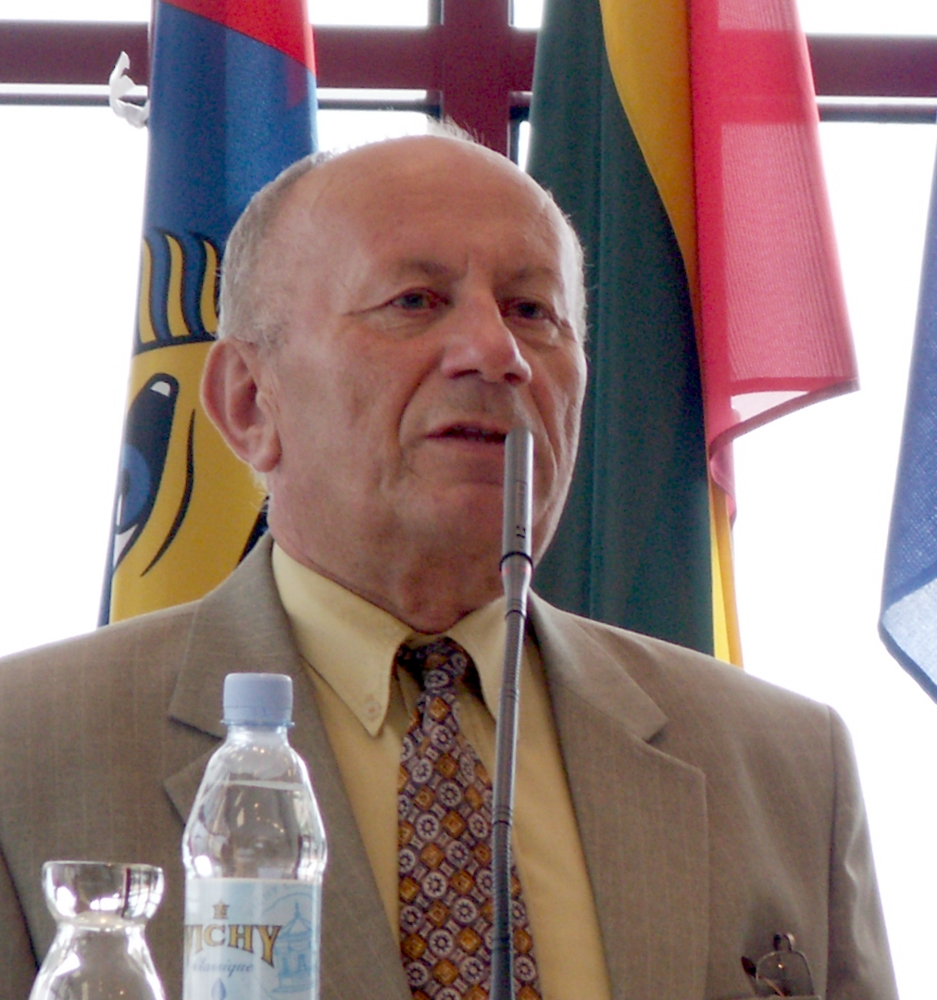
Antanas Račas

Antanas Račas (*  28. August 1940 in Jurbarkas; † 9. Februar 2014 in Kelmė) war ein litauischer Politiker.

## Leben
Račas absolvierte die Mittelschule Kiduliai in der Rajongemeinde Šakiai. Danach leistete er den Pflichtdienst in der Sowjetarmee. Von 1962 bis 1967 absolvierte er das Diplomstudium der Germanistik an der Fakultät für Philologie der Universität Vilnius.
1967 arbeitete er als Lehrer in Degučiai in der Rajongemeinde Zarasai und war stellvertretender Direktor der Schule Aviliai. Von 1968 bis 1976 war er Direktor der Mittelschule Šaukėnai bei Kelmė. Von 1976 bis 1990 lehrte er die deutsche Sprache an der 2. Mittelschule Kelmė. Von 1990 bis 1992 und von 1996 bis 2000 war er Mitglied im Seimas. Von 2003 bis 2011 war er Mitglied im Rat der Rajongemeinde Kelmė.
Nach den Januarereignissen in Litauen im Januar 1991 gründete er ein litauisches Informationsbüro in Hüttenfeld und war bis November 1991 dessen Leiter. 
Ab 1993 war er Mitglied der Tėvynės sąjunga.

## Ehrung
- 2010: Ehrenbürger von Kelmė